# Sylvioidea
De superfamilie Sylvioidea bestaat grotendeels uit kleine zangvogels die voorkomen in een groot deel van de wereld.
Deze superfamilie bevat vele in Europa bekende families en geslachten zoals de grasmussen en tuinfluiters, boszangers zoals fitis en tjiftjaf, zwaluwen, leeuweriken en mezensoorten (buidelmezen, staartmezen en echte mezen).
Deze onderling verschillende families worden binnen deze superfamilie in diverse subclades ondergebracht. Het ligt nog lang niet vast wat de ideale indeling van deze groep zangvogels zal worden. De hier gepresenteerde indeling is gebaseerd op het Tree of life-project en de familieindeling volgt die van de IOC.

## Families binnen deze clade
- Stenostiridae
- Paridae (Echte mezen)
- Panuridae
- Remizidae (Buidelmezen)
- Nicatoridae
- Alaudidae (Leeuweriken)
- Pycnonotidae (Buulbuuls)
- Hirundinidae (Zwaluwen)
- Pnoepygidae (pnoepiga's)
- Cettiidae
- Macrosphenidae
- Aegithalidae (Staartmezen)
- Paradoxornithidae (Diksnavelmezen)
- Phylloscopidae
- Acrocephalidae
- Locustellidae (of Megaluridae)
- Donacobiidae
- Bernieridae
- Cisticolidae
- Pellorneidae
- Timaliidae (Timalia's)
- Leiothrichidae
- Sylviidae (Grasmussen)
- Zosteropidae (Brilvogels)